# ليتل روي
ليتل روي (بالإنجليزية: Little Roy)‏ هو مغني جامايكي، ولد في 1953 في كينغستون في جامايكا.

## وصلات خارجية
- ليتل روي على موقع ميوزك برينز (الإنجليزية)
- ليتل روي على موقع أول ميوزيك (الإنجليزية)
- ليتل روي على موقع ديسكوغز (الإنجليزية)